# Carlos Mercenario
Carlos Mercenario Carbajal (Ciudad de México, 3 de mayo de 1967) es un atleta mexicano especializado en la prueba de marcha atlética. Se retiró de la práctica profesional de atletismo el año 2001.
Comenzó a destacar en su disciplina muy joven. Fue un destacado atleta de nivel mundial, y el primero en obtener el triunfo en la Copa del Mundo en las carreras de 20 kilómetros y de 50 kilómetros, en 1993.

## Palmarés
| Representando México | Representando México                 | Representando México         | Representando México | Representando México |
| Año                  | Competición                          | Lugar                        | Resultado            | Distancia            |
| -------------------- | ------------------------------------ | ---------------------------- | -------------------- | -------------------- |
| 1986                 | Copa América                         | Montreal, Canadá             | 2º                   | 20 km                |
| 1987                 | Juegos Panamericanos                 | Indianápolis, Estados Unidos | 1º                   | 20 km                |
| 1987                 | Copa del Mundo                       | Nueva York, Estados Unidos   | 1º                   | 20 km                |
| 1988                 | Juegos Olímpicos de Seúl             | Seúl, Corea del Sur          | 7º                   | 20 km                |
| 1990                 | Juegos Centroamericanos y del Caribe | Ciudad de México, México     | 2º                   | 20 km                |
| 1991                 | Juegos Panamericanos                 | La Habana, Cuba              | 1º                   | 50 km                |
| 1991                 | Copa del Mundo                       | San José, Estados Unidos     | 1º                   | 50 km                |
| 1992                 | Juegos Olímpicos de Barcelona        | Barcelona, España            | 2º                   | 50 km                |
| 1993                 | Copa del Mundo                       | Monterrey, México            | 1º                   | 20 km                |
| 1993                 | Copa del Mundo                       | Monterrey, México            | 1º                   | 50 km                |
| 1995                 | Juegos Panamericanos                 | Mar del Plata, Argentina     | 1º                   | 50 km                |
| 1999                 | Juegos Panamericanos                 | Winnipeg, Canadá             | 3º                   | 50 km                |